# Математичний міст
Математичний міст (англ. The Mathematical Bridge) — неофіційна назва дерев'яного пішохідного моста через річку Кем, що з'єднує стару й нову частини Квінс-коледжу в Кембриджі.
Міст збудували 1749 року за проектом відомого тесляра Вільяма Етриджа. Офіційна назва — просто «Дерев'яний міст» (англ. The Wooden Bridge).
За легендою Математичний міст побудував сам Ісаак Ньютон, причому без єдиного цвяха. Пізніше допитливі студенти розібрали міст на частини, проте не змогли розібратися в його конструкції, і збирати міст назад їм довелося вже за допомогою болтів і гайок. Насправді, міст був побудований через 22 роки після смерті Ньютона, і його балки були з самого початку скріплені залізними штирями, які були замінені на болти під час реконструкції 1905 року.